# Tachina innovata
Tachina innovata là một loài ruồi trong họ Tachinidae.